# NS 5300
De serie NS 5300 was een serie personentreintenderlocomotieven van de Nederlandse Spoorwegen (NS) en diens voorgangers Maatschappij tot Exploitatie van Staatsspoorwegen (SS), Hollandsche IJzeren Spoorweg-Maatschappij (HSM), Nederlandsche Rhijnspoorweg-Maatschappij (NRS) en Nederlandsche Zuid-Ooster Spoorweg-Maatschappij (NZOS).

## NRS 284-287
De vier in 1880 door de fabriek van Sharp Stewart and Company te Manchester aan de Nederlandsche Rhijnspoorweg-Maatschappij geleverde locomotieven 284-287 waren de eerste personentreintenderlocomotieven in Nederland. Met deze locomotieven werd ook het gebruik van de Westinghouserem in Nederland geïntroduceerd. Bij de ontbinding van de NRS in 1890 werden de locomotieven verdeeld over de HSM en SS.

## NZOS 1-8
In navolging van de goede resultaten die de NRS met de locomotieven 284-287 bereikte, bestelde de Nederlandsche Zuid-Ooster Spoorweg-Maatschappij zes soortgelijke locomotieven bij dezelfde fabriek voor de dienst op de spoorlijn Tilburg - Nijmegen. Deze werden in 1881 met de NZOS nummers 1-6 in dienst gesteld. In 1882 volgde een vervolgbestelling van nog twee exemplaren als 7-8. De locomotieven van de NZOS weken op enkele punten af van de aan de NRS geleverde locomotieven.
In 1892 werd de NZOS door de SS overgenomen, waarbij het materieel bij de SS werd ingelijfd.

## HSM 309-310
Bij de boedelscheiding van de opgeheven NRS in 1890 kreeg de Hollandsche IJzeren Spoorweg-Maatschappij de NRS locomotieven 284 en 286 toebedeeld, waarbij ze in de HSM nummering als 309 en 310 werden opgenomen en als typeaanduiding P3 kregen. De HSM 310 werd in 1905 verkocht aan de Spoorweg-Maatschappij Gent-Terneuzen, die de locomotief in 1915 buiten dienst stelde. In 1918 werd de HSM 309 verkocht aan de Amsterdamse Ballast Maatschappij, waar de locomotief in 1930 buiten dienst werd gesteld. De bij de HSM ondergebrachte locomotieven hebben niet bij de NS gereden.

## SS 1285, 1287
In 1890 kreeg de Maatschappij tot Exploitatie van Staatsspoorwegen de NRS locomotieven 285 en 287 toebedeeld en hernummerd in 1285 en 1287.

## SS 267-274
Met de overname van de NZOS door de SS in 1892, werd ook het materieel van de NZOS door de SS overgenomen. De locomotieven 1-8 werden bij de SS vernummerd in 267-274.

## NS 5301-5310
Bij de samenvoeging van het materieelpark van de HSM en de SS in 1921 kregen de van de SS afkomstige locomotieven van de voormalige NZOS de NS-nummers 5301-5308. De van de SS afkomstige voormalige NRS locomotieven kregen aansluitend de NS-nummers 5309-5310. De NS deelde deze locomotieven in het soortmerk PT3 in. De locomotieven werden hoofdzakelijk voor lokaaltreinen ingezet. Tussen 1925 en 1935 werden de locomotieven buiten dienst gesteld. Er is geen exemplaar bewaard gebleven

## Overzicht
| Fabrieksnummer | NRS nummer | NZOS nummer | HSM nummer | SS nummer | NS nummer | In dienst | Uit dienst | Bijzonderheden                                               |
| -------------- | ---------- | ----------- | ---------- | --------- | --------- | --------- | ---------- | ------------------------------------------------------------ |
| 2928           | 284        |             | 309        |           |           | 1880      | 1930       | In 1918 verkocht aan de Amsterdamse Ballast Maatschappij.    |
| 2929           | 285        |             |            | 1285      | 5309      | 1880      | 1933       |                                                              |
| 2930           | 286        |             | 310        |           |           | 1880      | 1915       | In 1905 verkocht aan de Spoorweg-Maatschappij Gent-Terneuzen |
| 2931           | 287        |             |            | 1287      | 5310      | 1880      | 1935       |                                                              |
| 2951           |            | 1           |            | 267       | 5301      | 1881      | 1930       |                                                              |
| 2952           |            | 2           |            | 268       | 5302      | 1881      | 1925       |                                                              |
| 2953           |            | 3           |            | 269       | 5303      | 1881      | 1932       |                                                              |
| 2954           |            | 4           |            | 270       | 5304      | 1881      | 1930       |                                                              |
| 2955           |            | 5           |            | 271       | 5305      | 1881      | 1925       |                                                              |
| 2956           |            | 6           |            | 272       | 5306      | 1881      | 1934       |                                                              |
| 3042           |            | 7           |            | 273       | 5307      | 1882      | 1925       |                                                              |
| 3043           |            | 8           |            | 274       | 5308      | 1882      | 1934       |                                                              |